# パスゲッター
パスゲッター (Passgetter) は、日本のインターナル社が扱うMicrosoft Windows用ZIP、PDF、Excel、Wordファイルなどのパスワード解析およびWindowsのパスワード表示ソフト用ソフトウェアである。SSE2およびCUDAに対応している。

## 歴史
- 平成23年7月　最初のバージョンが発売される。

## 概要
「ZIP Edition」「PDF Edition」「Office Edition」の3種類が販売されているほか、「ZIP Edition」は無料版も配布されており、
ZIP、PDF、Excel、Wordファイルの解析および通常****や●●●●と表示されて見えないパスワードを表示することが出来る。
ZIPファイルのパスワード解析においては、SSEおよびCUDAによる処理に対応することで、従来ソフトより高速な処理速度を実現しているが、
「解析速度」については、PCスペックに依存するという理由で、保証の対象から除外している。
また、無料配布においては5桁、有料Editionにおいては6桁までのパスワードを保証の範囲内としており、
7桁以上のパスワードを解析可能か否かはPCスペックやパスワードの複雑性によるといえる。。

## パスワード解析
総当たり攻撃（brute-force解析）または辞書ファイルを用いた辞書攻撃（Dictionary解析）を行うことができる。
総当たり攻撃によるZIPのパスワード解析は、マルチコアの活用やパックド演算による高速化がしやすいことで知られ、過去にも同種のソフトウェアが海外でリリースされている。特にSSEやGPGPUによる高速化がしやすいとされる。Core i5やCore i7以降のCPUには、ZIPのパスワード解析で多用されるCRC32を直接計算するインストラクションが存在する。
ただし、ZIPの暗号化には複数の方式があり、CRC32の計算が有効なのはその一部のみである。
尚、PDFおよびOffice（Excel、Word）においても総当たり攻撃によるパスワード解析が行われるが、回答となるパスワードが複雑であればあるほど、解析時間が長くなり、数日から数年間かかる場合もある。
公式サイトでは、CPU：Core i7 920/ビデオカード：GeForce GTX 590x2を利用した場合、"passwd"という6桁のパスワードを時間をかけずに解析可能と記されている。
一方、Lockdown.co.ukが2009年に行った試算によると、8文字の大小英数字および記号を含むパスワードを解析する場合、高性能パーソナルコンピューターで23年間、コンピュータ・クラスターで2.25年間、スーパーコンピューターで83.5日というデータがあり、
低スペックにおける複雑性のあるパスワード解析は総当たり攻撃では困難となる可能性がある。

## 製品
店頭では販売されておらず、インターネットのみにおいて、パッケージおよびダウンロード販売が行われている。
販売会社であるインターナル社のページには、内容や機能に制約が課されてしまうため、出来るだけ高い機能を持った商品をタイムリーに提供したいという考えより、
店頭販売が行われていない旨が記載されている。
メディアではPC-Webzine2011年10月号にて掲載された。
Windows XP/Vista/7/8に対応。
アップデートパッチの公開は2013年7月8日に公開されたことを最後に、公開されていない。